# جلال عبد القادر
جلال عبد القادر، (12 ديسمبر 1955 - 2 اكتوبر 2018) ممثل مصري .

## عن حياته
شارك في العديد من الأعمال التلفزيونية منذ ثمانينات القرن الماضي منها (الأنصار، ليالي الحلمية)، ليتجه إلى المسرح لفترة ويخرج عدة مسرحيات منها (ليله مزيكا، واد عفريت). من أبرز أعماله أيضا (بوابة الحلواني، العصيان، قضية رأي عام).

## من أعماله

### المسلسلات
| - الجماعة 2:2017-حسين سري باشا - الميزان:2016-والد نهى - دهشة:2014 - اسم مؤقت:2013 - سيدنا السيد:2012 - الإمام الغزالي:2012-الخليفة العباسي القائم - كلمات (أواخر الشتا):2011 - مشرفة رجل لهذا الزمان:2011-والد دولت - وادي الملوك:2011 - سامحني يا زمن:2010-صفوت - محامي حسين - ملكة في المنفى:2010-رئيس الديوان - شاهد اثبات:2010-الدُكتور غريب عبد الوهاب - الجماعة:2010-أحمد ماهر - ماما في القسم:2010 - زهرة برية:2009 - عبودة ماركة مسجلة:2009-العمدة - خاص جدا:2009 - علشان ماليش غيرك:2009-ضيف شرف - أولاد الحلال:2009 - البوابة الثانية:2009 - ليل الثعالب:2008 - بعد الفراق:2008 - كلمة حق:2008 - عدى النهار:2008-غنيم المحامي - أسمهان:2008-طلعت حرب - ساعة عصاري:2007 - المصراوية (ج1، 2):2007، 2009 - حمد الله على السلامة:2007 - الفريسة والصياد:2007-مندور - أولاد عزام:2007 - قضية رأي عام:2007 - حنان وحنين:2007 - سلطان الغرام:2007-عنتر - الملك فاروق:2007-يوسف ذو الفقار - صرخة أنثى:2007 - السندريلا:2006-د. أحمد عبادة | - حياتي أنت:2006 - سكة الهلالي:2006 - رجل وإمراتان:2006 - المطعم تشي توتو:2006 - العندليب حكاية شعب:2006 - لم تنسى أنها امرأة:2006 - امرأة من الصعيد الجواني:2006-العمدة متولي - الحب بعد المداولة:2006 - آن الأوان:2006 - اللي اختشوا ماتوا:2006 - قلوب تائهه:2006 - العزبة:2006 - ضحكات عصرية:2006 - مواطن بدرجة وزير:2006 - العميل 1001:2005 - ألف ليلة وليلة: سالم وغانم:2005 - المنادي:2005 - شجرة الود:2005 - قناديل البحر:2005 - عواصف النساء:2005 - نعتذر عن هذا الحلم:2005 - الإمام محمد عبده:2005 - دوائر الشك:2005 - على نار هادئة:2005 - أحلام في البوابة:2005 - السيف الوردي:2004 - أهل الرحمة:2004 - بابا في تانية رابع:2004 - المهنة طبيب:2004 - يا ورد من يشتريك:2004-علوان - عيش أيامك:2004 - حرب الدخان:2004 - أوراق مصرية (ج3):2004-حافظ عفيفي - زهرة الياسمين:2004 - أحلام هند الخشاب:2004 - قيود بلا قضبان:2004 | - إمام الدعاة:2003-عمدة دقادوس - بعد الطوفان:2003 - بيت من قطعتين:2003 - أولاد الأكابر:2003 - ملفات سرية:2003-حسين اليماني - البنات:2003 - كناريا وشركاه:2003 - خان القناديل:2003 - أبيض x أبيض:2003-ممدوح عبدالوهاب - مسألة مبدأ:2003-ضيف شرف - أدهم وزينات وثلاث بنات:2003 - يحيا العدل:2002 - الأصدقاء:2002 - أميرة في عابدين:2002 - قاسم أمين:2002 - العصيان (ج1، 2):2002، 2003-المحامي عبد الحميد - لدواعي أمنية:2002-د. نجيب أبو شريفة - البر الغربي:2001 - للعدالة وجوه كثيرة:2001-اللواء فواز - النساء قادمون:2001-د. حامد - منشية البكري:2001 - ثمار الوهم:2001 - شجر الأحلام:2001 - محاكمة الليالي:2000 - أمشير:2000 - العائلة والناس:2000 - دموع الرجال:2000 - قط وفار فايف ستار:2000 - السفينة والربان:2000 - زيزينيا 2: الليل والفنار:2000-رفعت المنشاوي - جسر الخطر:1999 - أم كلثوم:1999-شوكت البورسيلي - الرجل الآخر:1999-وكيل وزارة - خيانة:1999 - خلف الأبواب المغلقة:1999 - افتح قلبك:1999 | - البرج اللي فاضل:1999 - الاعصار:1999 - رد قلبي:1998-حسن باشا - اللص والكلاب:1998 - القلب يخطيء أحيانا:1998-رستم الغول - ضد التيار:1997 - أبناء دهشان:1997 - مرفوع مؤقتا من الخدمة:1997-ترهاب - لعبة القرية:1997 - سعد اليتيم:1997-حاكم دمياط - حلم الجنوبي:1997 - عوضين وإمبراطورية عين:1997 - حكايات مستر أيوب ومسز عنايات:1996 - الحفار:1996-قبطان مصري - شقة الحرية:1996 - بيت الجمالية:1996 - أحلام.. كو:1995-د. عاطف - شيء في صدري:1995 - البراري والحامول:1995 - الوهم والسلاح:1995 - أحلام العنكبوت:1994-رفاعي - الوصي:1994 - بوابة الحلواني (ج2، 3):1994، 1997-مصطفى رياض باشا - الشراقي:1994 - قلب الأسد:1993 - محمد رسول الله إلى العالم:1993 - الوسية:1990 - القضاء في الإسلام (ج2):1989 - ليالي الحلمية -المحامي شفيق الملواني - الوجه الآخر:1987-فؤاد - الموج والصخر:1986 - الأنصار - متاعب مرزوق - الإمام محمد عبده - يعيش ياميش - حكايات وطرائف عربية |

| - نوارة:2015-والد إسامة - مجنون أميرة:2009 - لمح البصر:2009-الصاوي - بلطية العايمة:2008 - نقطة رجوع:2007-شاكر والد ليلي - كركر:2007-محامي الوصيه | - سيد العاطفي:2005-الوزير - خالتي فرنسا:2004 - مذكرات مراهقة:2001 - أيام السادات:2001-عثمان أحمد عثمان - أولى ثانوي:2001-ناظر المدرسة - كلام الليل:1999 |

| - الأقنعة:2006 - جواز سفر أمريكاني:2003-أبو محمود - رصاصة في العقل:2002 - طلب نقل:1997-أمين والد عادل - الحب في امتحان:1997 - وجهي القمر:1996 | - لقاء الحب:1994 - الخوف:1994 - أحلام مشروعة:1990 - امراة بجانبه - مع خالص إعتذاري - الحياة لها بقية-د.صفوت المزيف | - لحظات عمر هاربة - مرة واحد صاحبنا - الشكل والمضمون - كيف تعيش بمرتبك - الوريث - الدرب الجديد | - ثم تأتي الحقيقة محزنة - آه من الزوجات - حب أقوى من الموت - عيد ميلاد بعد الستين - الفراشتان والنور - السيد الخادم |

| - واد عفريت:1992-تمثيل وإخراج - أولاد دراكولا:1989 - أنا والبنت حبيبتي:1999-مخرج - ليله مزيكا:1990-مخرج - إزاي الصحة-مخرج | - شريف ونص (ج 2):2010 - بين الناس:2000 - الحلو مايكملش:1997 - جيران الهنا:1997-ضيف شرف - عالم ورق ورق ورق:1990 - الإنسان والكلب-سيناريو وحوار |

## روابط خارجية
- جلال عبد القادر على موقع الدهليز
- جلال عبد القادر على موقع قاعدة بيانات الأفلام العربية